# Zhang Hao
Zhang Hao (chiń. upr. 张昊; chiń. trad. 張昊, ur. 6 lipca 1984 lub 6 lutego 1982 w Harbinie) – chiński łyżwiarz figurowy startujący w parach sportowych. Wicemistrz olimpijski z Turynu (2006) i 4-krotny uczestnik igrzysk olimpijskich (2002, 2010, 2014, 2018), 3-krotny wicemistrz świata (2006, 2008, 2009), dwukrotny mistrz czterech kontynentów (2005, 2010), medalista finału Grand Prix, dwukrotny mistrz świata juniorów (2001, 2003), dwukrotny zwycięzca finału Junior Grand Prix (2000, 2001) oraz 5-krotny mistrz Chin (2003, 2008, 2012, 2014, 2018).
W 2000 roku Zhang Dan i Zhang Hao jako pierwsza juniorska para sportowa w historii wykonała poczwórne podnoszenie twistowe na mistrzostwach świata juniorów.
Na Zimowych Igrzyskach Olimpijskich 2006, swoim drugim występie olimpijskim, Zhang Dan i Zhang Hao zajmowali drugie miejsce po programie krótkim. W programie dowolnym podczas wykonywania poczwórnego wyrzucanego salchowa Zhang Dan doznała poważnego upadku przez co para musiała przerwać występ. Po kilku minutach przerwy dokończyli swój program i zdobyli wicemistrzostwo olimpijskie.
W 2011 roku wiek wielu chińskich łyżwiarzy m.in. Zhang Hao stał się przedmiotem kontrowersji. Chiński Związek Łyżwiarski opublikował wtedy listę chińskich łyżwiarzy wraz z ich datami urodzenia, które różniły się od tych podawanych na oficjalnych profilach ISU. Według list chińskiej federacji, łyżwiarze figurowi naruszali zarówno minimalne jak i maksymalne limity wiekowe uprawniające ich do startów w zawodach. Według danych chińskiej federacji Hao urodził się 6 lutego 1982, a nie tak jak podają profile ISU 6 lipca 1984 roku, co oznaczałoby, że przekroczył maksymalny limit wiekowy uczestnictwa w mistrzostwach świata juniorów 2003.
W maju 2014 roku ożenił się z Ju Chi. 8 maja 2015 roku na świat przyszedł ich syn.

## Osiągnięcia

### Z Yu Xiaoyu

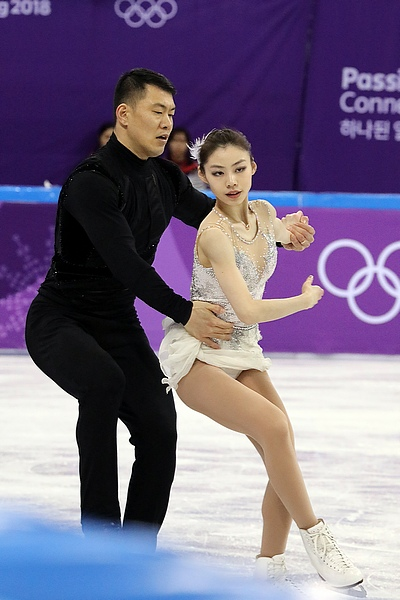
Yu Xiaoyu i Zhang Hao na igrzyskach olimpijskich 2018

| Zawody                           | 16–17          | 17–18          | 18–19          | 19–20          |                |                |                |                |                |                |                |                |                |                |                |                |                |
| Międzynarodowe                   | Międzynarodowe | Międzynarodowe | Międzynarodowe | Międzynarodowe | Międzynarodowe | Międzynarodowe | Międzynarodowe | Międzynarodowe | Międzynarodowe | Międzynarodowe | Międzynarodowe | Międzynarodowe | Międzynarodowe | Międzynarodowe | Międzynarodowe | Międzynarodowe | Międzynarodowe |
| -------------------------------- | -------------- | -------------- | -------------- | -------------- | -------------- | -------------- | -------------- | -------------- | -------------- | -------------- | -------------- | -------------- | -------------- | -------------- | -------------- | -------------- | -------------- |
| Igrzyska olimpijskie             |                | 8              |                |                |                |                |                |                |                |                |                |                |                |                |                |                |                |
| Mistrzostwa świata               | 4              | 7              |                |                |                |                |                |                |                |                |                |                |                |                |                |                |                |
| Mistrzostwa czterech kontynentów | 4              |                |                |                |                |                |                |                |                |                |                |                |                |                |                |                |                |
| GP Finał Grand Prix              | 2              | 6              |                |                |                |                |                |                |                |                |                |                |                |                |                |                |                |
| GP Cup of China                  | 1              | 2              |                |                |                |                |                |                |                |                |                |                |                |                |                |                |                |
| GP Skate America                 |                | 2              | WD             |                |                |                |                |                |                |                |                |                |                |                |                |                |                |
| GP Skate Canada International    | 2              |                |                |                |                |                |                |                |                |                |                |                |                |                |                |                |                |
| GP Internationaux de France      |                |                | WD             |                |                |                |                |                |                |                |                |                |                |                |                |                |                |
| International Cup of Nice        |                | 1              |                |                |                |                |                |                |                |                |                |                |                |                |                |                |                |
| Zimowe igrzyska azjatyckie       | 1              |                |                |                |                |                |                |                |                |                |                |                |                |                |                |                |                |
| Krajowe                          |                |                |                |                |                |                |                |                |                |                |                |                |                |                |                |                |                |
| Mistrzostwa Chin                 |                | 1              |                | 4              |                |                |                |                |                |                |                |                |                |                |                |                |                |

### Z Peng Cheng
| Zawody                           | 12–13          | 13–14          | 14–15          | 15–16          |                |                |                |                |                |                |                |                |                |                |                |                |                |
| Międzynarodowe                   | Międzynarodowe | Międzynarodowe | Międzynarodowe | Międzynarodowe | Międzynarodowe | Międzynarodowe | Międzynarodowe | Międzynarodowe | Międzynarodowe | Międzynarodowe | Międzynarodowe | Międzynarodowe | Międzynarodowe | Międzynarodowe | Międzynarodowe | Międzynarodowe | Międzynarodowe |
| -------------------------------- | -------------- | -------------- | -------------- | -------------- | -------------- | -------------- | -------------- | -------------- | -------------- | -------------- | -------------- | -------------- | -------------- | -------------- | -------------- | -------------- | -------------- |
| Igrzyska olimpijskie             |                | 8              |                |                |                |                |                |                |                |                |                |                |                |                |                |                |                |
| Mistrzostwa świata               | 11             | 5              | 4              | 12             |                |                |                |                |                |                |                |                |                |                |                |                |                |
| Mistrzostwa czterech kontynentów | 5              |                | 2              |                |                |                |                |                |                |                |                |                |                |                |                |                |                |
| GP Finał Grand Prix              |                | 4              | 4              | 6              |                |                |                |                |                |                |                |                |                |                |                |                |                |
| GP Cup of China                  | 5              | 3              | 1              |                |                |                |                |                |                |                |                |                |                |                |                |                |                |
| GP NHK Trophy                    |                | 2              |                |                |                |                |                |                |                |                |                |                |                |                |                |                |                |
| GP Rostelecom Cup                |                |                |                | 3              |                |                |                |                |                |                |                |                |                |                |                |                |                |
| GP Skate America                 |                |                | 3              |                |                |                |                |                |                |                |                |                |                |                |                |                |                |
| GP Trophée Éric Bompard          | 4              |                |                | 4              |                |                |                |                |                |                |                |                |                |                |                |                |                |
| Krajowe                          |                |                |                |                |                |                |                |                |                |                |                |                |                |                |                |                |                |
| Mistrzostwa Chin                 |                | 1              |                |                |                |                |                |                |                |                |                |                |                |                |                |                |                |
| Zawody drużynowe                 |                |                |                |                |                |                |                |                |                |                |                |                |                |                |                |                |                |
| World Team Trophy                | 5 T 3 P        |                |                |                |                |                |                |                |                |                |                |                |                |                |                |                |                |

### Z Zhang Dan

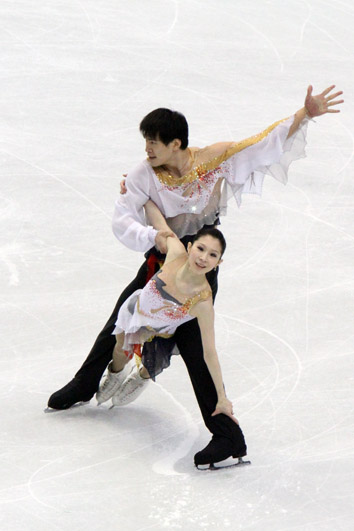
Zhang Dan i Zhang Hao na igrzyskach olimpijskich 2010

| Zawody                                | 99–00          | 00–01          | 01–02          | 02–03          | 03–04          | 04–05          | 05–06          | 06–07          | 07–08          | 08–09          | 09–10          | 10–11          | 11–12          |                |                |                |                |
| Międzynarodowe                        | Międzynarodowe | Międzynarodowe | Międzynarodowe | Międzynarodowe | Międzynarodowe | Międzynarodowe | Międzynarodowe | Międzynarodowe | Międzynarodowe | Międzynarodowe | Międzynarodowe | Międzynarodowe | Międzynarodowe | Międzynarodowe | Międzynarodowe | Międzynarodowe | Międzynarodowe |
| ------------------------------------- | -------------- | -------------- | -------------- | -------------- | -------------- | -------------- | -------------- | -------------- | -------------- | -------------- | -------------- | -------------- | -------------- | -------------- | -------------- | -------------- | -------------- |
| Igrzyska olimpijskie                  |                |                | 11             |                |                |                | 2              |                |                |                | 5              |                |                |                |                |                |                |
| Mistrzostwa świata                    |                |                | 9              | 6              | 5              | 3              | 2              | 5              | 2              | 2              | 5              |                |                |                |                |                |                |
| Mistrzostwa czterech kontynentów      |                |                | 3              | 3              | 2              | 1              |                |                | 2              | 3              | 1              |                |                |                |                |                |                |
| GP Finał Grand Prix                   |                |                |                |                | 6              | 5              | 2              | 3              | 2              | 2              | 6              |                | 4              |                |                |                |                |
| GP Cup of China                       |                |                |                |                |                | 2              |                |                |                | 1              | 2              |                | 2              |                |                |                |                |
| GP NHK Trophy                         |                |                |                |                |                |                | 1              | 2              |                |                |                |                |                |                |                |                |                |
| GP Cup of Russia                      |                |                |                |                | 3              | 1              |                |                | 1              | 1              |                |                |                |                |                |                |                |
| GP Skate America                      |                |                |                | 4              | 3              | 1              | 1              |                |                |                | 3              |                | 2              |                |                |                |                |
| GP Skate Canada International         |                |                |                |                |                |                |                | 1              |                |                |                |                |                |                |                |                |                |
| GP Trophée Éric Bompard               |                |                |                | 4              | 1              |                |                |                | 1              |                |                |                |                |                |                |                |                |
| Zimowa Uniwersjada                    |                |                |                |                |                | 1              |                | 1              |                | 1              |                |                |                |                |                |                |                |
| Międzynarodowe: Kategorie młodzieżowe |                |                |                |                |                |                |                |                |                |                |                |                |                |                |                |                |                |
| Mistrzostwa świata juniorów           | 4              | 1              |                | 1              |                |                |                |                |                |                |                |                |                |                |                |                |                |
| JGP Finał                             | 5              | 1              | 1              |                |                |                |                |                |                |                |                |                |                |                |                |                |                |
| JGP w Chinach                         |                | 1              |                | 1              |                |                |                |                |                |                |                |                |                |                |                |                |                |
| JGP w Japonii                         | 1              |                |                |                |                |                |                |                |                |                |                |                |                |                |                |                |                |
| JGP w Kanadzie                        | 2              |                |                |                |                |                |                |                |                |                |                |                |                |                |                |                |                |
| JGP w Norwegii                        |                | 1              |                |                |                |                |                |                |                |                |                |                |                |                |                |                |                |
| JGP w Szwecji                         |                |                | 1              |                |                |                |                |                |                |                |                |                |                |                |                |                |                |
| JGP we Włoszech                       |                |                | 1              |                |                |                |                |                |                |                |                |                |                |                |                |                |                |
| Krajowe                               |                |                |                |                |                |                |                |                |                |                |                |                |                |                |                |                |                |
| Mistrzostwa Chin                      | 2              | 3              | 3              | 1              | 2              |                |                |                | 1              |                |                |                | 1              |                |                |                |                |
| Zawody drużynowe                      |                |                |                |                |                |                |                |                |                |                |                |                |                |                |                |                |                |
| World Team Trophy                     |                |                |                |                |                |                |                |                |                | 6 T 1 P        |                |                |                |                |                |                |                |